# Enicospilus pungens
Enicospilus pungens är en stekelart som först beskrevs av Smith 1874.  Enicospilus pungens ingår i släktet Enicospilus och familjen brokparasitsteklar. Inga underarter finns listade i Catalogue of Life.